# Coccoloba laevis
Coccoloba laevis är en slideväxtart som beskrevs av Giovanni Casaretto. Coccoloba laevis ingår i släktet Coccoloba och familjen slideväxter. Inga underarter finns listade i Catalogue of Life.